# Antologia Històrica de la Música Catalana
L'Antologia Històrica de la Música Catalana és una col·lecció discogràfica de la música catalana. El projecte va començar sota la presidència de Pau Casals el 1966 amb l'objectiu de realitzar una mena d'enciclopèdia sonora del patrimoni musical dels Països Catalans. Oriol Martorell i Codina en va ser el director, i l'antiga discogràfica Edigsa es va carregar de la producció. Amb una vintena de títols, era una àmplia mostra de la música catalana, des de l'edat mitjana fins al segle xx. El 1975 l'edició es va interrompre per raons econòmiques i l'obra queda inacabada. La difusió va ser represa per Produccions Discogràfiques Independent (PDI). El 2006 la discogràfica Picap va adquirir el fons d'Edigsa i PDI i començar una operació de salvament i rescat. Operació complexa i costosa, car sis màsters havien desaparegut. El 2008, va llançar la reedició en format CD i una difusió pels reproductors multimèdia en línia. Conté la millor música de l'època medieval, del renaixement, clàssica i contemporània dels Països Catalans.